# Vilasina seminuda
Vilasina seminuda är en musselart som först beskrevs av Dall 1897.  Vilasina seminuda ingår i släktet Vilasina och familjen blåmusslor. Inga underarter finns listade i Catalogue of Life.